# Milanów (gmina)
Pour les articles homonymes, voir Milanów.
Milanów est une gmina rurale (gmina wiejska) du powiat de Parczew, dans la Voïvodie de Lublin, dans l'est de la Pologne.
Son siège administratif (chef-lieu) est le village de Milanów, qui se situe environ 8 kilomètres (km) au nord de Parczew (siège du powiat) et 55 kilomètres au nord-est de la capitale régionale Lublin (capitale de la voïvodie).
La gmina couvre une superficie de 116,64 km2 pour une population de 4 174 habitants en 2006.

## Histoire
De 1975 à 1998, la gmina est attachée administrativement à l'ancienne voïvodie de Biała Podlaska.

Depuis 1999, elle fait partie de la nouvelle voïvodie de Lublin.

## Géographie
La gmina inclut les villages (sołectwa) de:
- Cichostów
- Cichostów-Kolonia
- Czeberaki
- Kopina
- Kostry
- Milanów
- Okalew
- Radcze

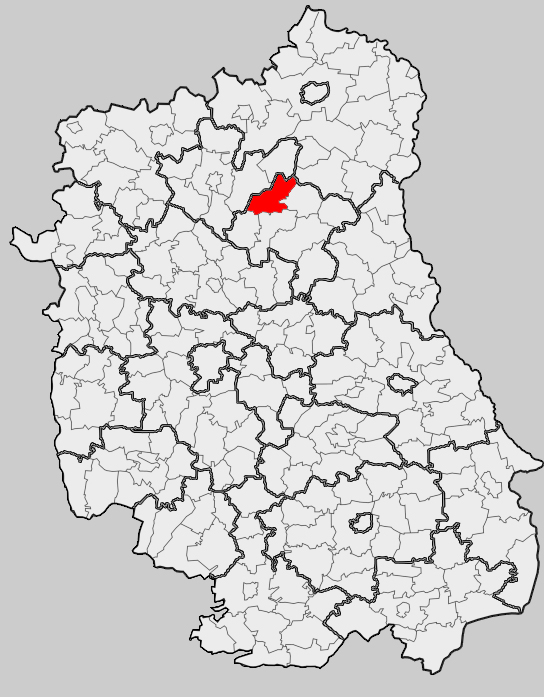
Position de la gmina dans la voïvodie

- Rudno (divisé en trois solectwa : Rudno I, Rudno II et Rudno III)
- Rudzieniec
- Zieleniec

### Gminy voisines
La gmina de Milanów est voisine des gminy de:
- Jabłoń
- Komarówka Podlaska
- Parczew
- Siemień
- Wisznice
- Wohyń

## Structure du terrain
D'après les données de 2002, la superficie de la commune de Milanów est de 116,64 kilomètres carrés, répartis comme telle :
- terres agricoles : 75 %
- forêts : 18 %

La commune représente 12,24 % de la superficie du powiat.

## Démographie
Données du 30 juin 2004:
| Description        | Total  | Total | Femmes | Femmes | Hommes | Hommes |
| ------------------ | ------ | ----- | ------ | ------ | ------ | ------ |
| Unité              | Nombre | %     | Nombre | %      | Nombre | %      |
| Population         | 4 171  | 100   | 2 078  | 49,8   | 2 093  | 50,2   |
| Densité (hab./km²) | 35,8   | 35,8  | 17,8   | 17,8   | 17,9   | 17,9   |